# Elisabeth Tamm
Pour les articles homonymes, voir Tamm.
Elisabeth Tamm, connue sous le nom Tamm i Fogelstad née le 30 juin 1880 à Södermanland, une province de la Suède et morte le 23 septembre 1958 est une femme politique suédoise libérale, militante des droits des femmes et écologiste.

## Biographie

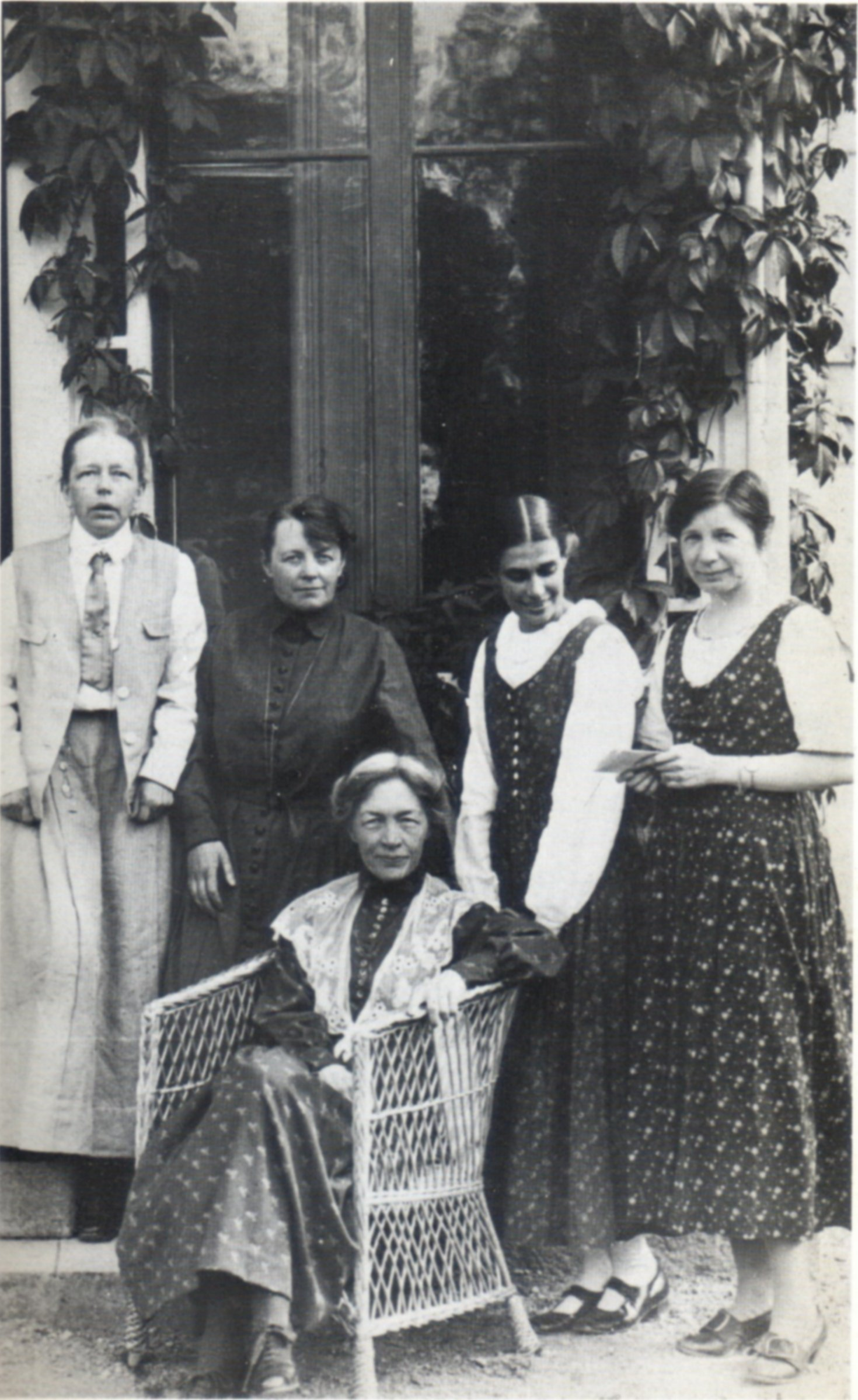
Elisabeth Tamm, à gauche.

Née dans une bonne famille, son père étant député et sa mère baronne, elle est élevée dans le domaine de Fogelstad. Elle grandit alors avec une éducation complète, ce qui est inhabituel pour une femme du XIXe siècle. Par l'excellence de son apprentissage, elle commence à donner des conférences à l'université d'Uppsala.
Peu de temps après, son père décède ; ainsi le rôle d'héritière lui revient, à 25 ans. Elle doit alors à son tour gérer un domaine agricole, dans l'optique d'une agriculture durable et biologique. Cela va lui donner des responsabilités et la mener à faire partie de l'assemblée municipale la même année. C'est trois ans plus tard qu'Elisabeth en est nommée présidente, devenant la première femme en Suède à accéder à cette fonction.
À la suite des élections législatives de 1921, elle devient l'une des cinq premières femmes élues au Parlement suédois. Elisabeth Tamm fait alors partie des quatre femmes siégeant dans la Deuxième Chambre, comprenant aussi Nelly Thüring, Agda Östlund et Bertha Wellin. La cinquième élue siège dans la première Chambre, elle se nomme Kerstin Hesselgren. Elisabeth Tamm se consacre aux questions du droit des femmes à un salaire égal et le droit des femmes à occuper des fonctions gouvernementales.
En 1924, elle ne se représente pas au Riksag et entreprend la mission d'éduquer les femmes en créant un groupe, la Kvinnliga Medborgarskolan, avec d'autres personnalités féminines engagées.
Elle meurt en 1958 des suites d'une maladie, à Julita.

## Œuvre
Elle écrit avec Elin Wägner le livre Fred med jorden, en 1940. Il aborde l'urgence d'une prise de conscience des dangers environnementaux et l'harmonie avec la nature.